# DINA

Zegel van het DINA.

Het Nationaal Inlichtingendirectoraat (Spaans: Dirección de Inteligencia Nacional, DINA) was de Chileense geheime dienst, die actief was gedurende de eerste jaren van het dictatorschap van Augusto Pinochet. Het was een belangrijk instrument in de repressie door de junta.
Deze Chileense geheime dienst werd in 1973 opgericht bij decreet nr. 521. In 1977 werd de dienst hernoemd naar CNI (Spaans: Central Nacional de Informacion, Nationaal Informatiecentrum). Leden van beide diensten werden getraind op de Amerikaanse School of the Americas, een trainingsfaciliteit van de Amerikaanse landmacht.

## Schending van mensenrechten
De DINA had verregaande bevoegdheden. Zo kon ze iedereen voor onbepaalde tijd in hechtenis nemen. Dit kon alleen tijdens een afgekondigde noodtoestand, wat echter gedurende vrijwel het gehele bewind van Pinochet het geval was. Vele duizenden zijn ontvoerd en gemarteld en ten minste duizend mensen zijn tijdens het bewind van Pinochet verdwenen.

## Buitenlandse moorden en operaties
Naast binnenlandse repressie voerde de DINA ook operaties in het buitenland uit om de in de ogen van de junta staatsgevaarlijke linkse oppositie te onderdrukken. Een agent van de DINA, Michael Townley, vermoordde in 1974 generaal Carlos Prats, onder Salvador Allende opperbevelhebber van het leger, in Buenos Aires. In 1976 bracht hij in Washington D.C. Orlando Letelier om, een ex-minister van Allende, en in 1975 raakte de christendemocratische politicus Bernardo Leighton na een bomaanslag in Rome voor de rest van zijn leven verlamd.